# 魏斯迈恩
魏斯迈恩是德国巴伐利亚州的一个市镇。总面积90.15平方公里，总人口4691人，其中男性2346人，女性2345人（2011年12月31日），人口密度52人/平方公里。